# Onthophagus insignis
Onthophagus insignis là một loài bọ cánh cứng trong họ Bọ hung (Scarabaeidae).